# El xarlatà
|  | Per a altres significats, vegeu «El xarlatà (La Fontaine)». |

El xarlatà és un quadre de Giandomenico Tiepolo pintat el 1756 que actualment forma part de la col·lecció permanent del Museu Nacional d'Art de Catalunya.

## Descripció
Tant l'estil com l'argument, la tècnica, la manufactura, les mides i la procedència indiquen que ambdues pintures van néixer formant parella. En els dos casos l'acció té lloc en l'atmosfera carnavalesca que impregna una multitud formada per gent senzilla, dames elegants, nens, màscares, xerraires i firaires, autèntics protagonistes del que es representa. Veritables escenes de gènere sobre el Carnaval de Venècia, un esdeveniment anual que va fer de la ciutat de la llacuna estada obligatòria per als viatgers europeus de l'època. Són descripcions de l'ambient que va envoltar el pintor, ideades amb el mateix estímul que va inspirar el teatre de Carlo Goldoni i que desmitifica la societat del moment. Així doncs, el Carnaval és l'emblema d'una humanitat que renuncia a la pròpia identitat i l'oculta rere aparences efímeres.
En El xarlatà, la multitud assisteix a l'exhibició d'un hàbil personatge del carrer que entabana qui l'escolta, mentre que en El minuet són en teoria Pantalon i Colombina els que, acompanyats per altres màscares, dansen al jardí d'una vil·la de la terra ferma. Un estil anecdòtic narratiu que descriu amb aire festiu els costums i les tradicions dels venecians. I tot plegat enriquit per l'esplèndida mestria pictòrica dels Tiepolo, amb el seu maneig savi del color i l'enginyosa utilització de la llum, clara i transparent al cel, daurada en les arquitectures i que s'esmuny entre les ombres que envolten els personatges i la vegetació, una combinació que fa d'aquestes dues joies un espectacle exquisit replet de sentit de l'humor i d'ironia.